# 佐々木志乃
佐々木 志乃（ささき しの、旧名：小野塚 志乃（おのづか しの））は、TBS系列の時代劇『水戸黄門』の第9部から第17部に登場する架空の人物。長期にわたって光圀一行の諸国漫遊の旅に加わる女性キャラクターとしては2人目になる。里見浩太朗演じる2代目佐々木助三郎の妻となる。配役は山口いづみ。

## 設定・横顔
登場シリーズは上記のとおり、第9部から第17部と、9シリーズ連続である。このうち、第9部 - 第10部、第12部、第14部では一行の供をする。ただし、第12部では高松での騒動解決後に水戸に返され、第14部では目的地盛岡にて一行に追いつく形となる。
第9部第1話で、久保田藩主席家老・小野塚兵衛（水島道太郎）の娘同伴の内紛に際して、水戸光圀に救いを求めてくる。次第に助三郎と恋仲になり、久保田での騒動が解決した際に、一度は一行と別れて藩に残るが、助三郎への想いを断ち切れず、父から情けの勘当を言い渡されて後を追い、一行に合流し、以後、水戸まで道中をともにする。
第10部では第1話で水戸家家老・山野辺兵庫（大友柳太朗）の養女となり、助三郎との祝言を待ちわびるが、水戸老公一行の旅立ちに伴い、祝言は最終話（第26話）に延期となる。
第11部では第1話と最終話（第26話）のみ登場。冒頭では助三郎と夫婦喧嘩になり、そのままの旅立ちとなり、助三郎が戻ってきた際にも喧嘩になる。
第12部では高松藩の騒動解決（第13話）後、最終話（第27話）にも登場する。第1話で初めて霞のお新と共演。
第13部では第1話と最終話（第26話）のみ登場。
第14部では第1話の登場後、一行の目的地の盛岡で水戸綱條（同シリーズでは人物は登場せず）の使者として一行に追いつく（第8話）。その後、久しぶりに故郷久保田を訪れるが、そのときにはすでに父・兵衛も亡くなっている。この回のメインゲストとして従兄弟の新九郎（演：和田浩治）が登場するほか、登場人物が志乃や八兵衛のことを知っている描写も多く見られる。
第15部冒頭では一行とともに高松にいたが、一行が福岡藩の騒動解決に向かうことになり、綱條への使者として水戸に先に帰る。以後、最終話（第39話）にも登場する。
第16部では第1話と最終話（第39話）に登場する。最終話ではかげろうお銀と初めて顔を合わせ、誤解して喧嘩になるが、最後には仲直りする。このシリーズでも、一行が久保田に立ち寄り、メインゲストとして従兄弟の八郎（森次晃嗣）が登場する。ほかにも第14部ほどではないが、悪の黒幕が志乃や八兵衛のことを知っている描写がある。
第17部では第1話のみに登場し、お銀とすっかり仲良くなり、お銀をお新に紹介する。この際には水戸老公一行のお供を長く務めた女性キャラクター3人が顔合わせしたことになる。なお、志乃の登場はこの回が最後となる。このシリーズの最終話（第26話）にはお新や志乃も登場していない。だが、最終話のエンディングシーンでは志乃についての話はされている。次の第18部から助三郎役の交代に伴って助三郎が独身に戻され、存在がなかったことにされている。
初期は一行の供に加わる際には若侍の姿に扮する場合が多い。なお、若侍の姿は見かけ倒しではなく、乱闘の際は刀を用いて実際に奮戦することがある。

## その他
志乃を演じた山口は、レギュラー出演以前にもゲスト出演したことがあり（第6部第1話、第7部第19話、第8部第20話）、また、レギュラー降板後も別の役で出演している。第24部の2時間スペシャル（第27話）では特別出演としてクレジットされた。1000回記念スペシャル、最終回スペシャルにもそれぞれ登場している。最終回スペシャルでは、助三郎（この時点では東幹久）の母・静江を演じた。
最終回スペシャルでは助三郎の妻として志乃（大村彩子）が登場するが、素性などについては語られず、初代との設定の違いなどは不明である。